# Guarany Sporting Club
Guarany Sporting Club, também conhecido como Guarany de Sobral, é um clube de futebol situado na cidade de Sobral, no Ceará. Fundado em 2 de julho de 1938, é considerado um dos clubes mais tradicionais do interior do estado. Suas cores são o vermelho e o branco, e o time manda os jogos no Estádio do Junco.

## História

### Fundação
No dia 2 de julho de 1938, na residência do Sr. Luiz Nogueira Adeodato, localizada na esquina da avenida Dr. Guarany com Rua Cel. Mont'Alverne, em Sobral, nasceu o Guarany Sporting Club. A origem do nome foi em relação à ópera “O Guarany” do poeta Carlos Gomes, baseada no livro homônimo do escritor cearense José de Alencar.
À época esteve em Sobral uma companhia de teatro que encenou no Teatro São João a referida ópera e fez grande sucesso na cidade, inclusive com desfile de atores pela cidade e até um hino em homenagem a ópera e aos atores foi criado pelo ilustre Prof. Porto.
Há uma segunda versão para a origem do nome do Clube, registrada pelo escritor sobralense César Barreto Lima, em sua obra historiográfica intitulada de "As Fantásticas Estórias de Sobral". No livro, o autor afirma que o nome Guarany foi posto na equipe futebolística sobralense, por seu fundadores, como homenagem ao primeiro munícipe nascido na cidade a se formar em medicina, o Dr. Guarany.

### Fundadores
Luís Nogueira Adeodato, Francisco Martins, Euclides Andrade, Padre Aloísio Pinto e o estudante do ginásio sobralense, Magela Frota, foram os fundadores do "Cacique do Vale". Eram, em sua maioria torcedores do Clube de Regatas do Flamengo, do Rio de Janeiro, e escolheram como uniforme para o time do Guarany as cores rubro-negras, com a camisa de listras horizontais vermelhas e pretas, o calção todo branco e as meias em vermelho e preto, combinando com a camisa.

### Campeão da 2ª divisão do Campeonato Estadual
Iniciada sua carreira no futebol profissional no ano de 1966, o Guarany de Sobral conquista seu primeiro título oficial de Futebol, sendo campeão da 2ª Divisão Cearense. Com a conquista, o Cacique ganha o direito de, no ano seguinte, participar da elite estadual.

### Primeiro time do interior a ganhar um turno do Campeonato Estadual em 1970 - Campeão Invicto
Sob a presidência do Dr. Éverton Francisco Mendes Mont'Alverne, o rubro-negro ganha o primeiro dos três turnos disputados no Campeonato Cearense de Futebol de 1970. O turno, disputado em sistema de pontos corridos, foi vencido pelo Guarany de Sobral e ratificado de vez, através de uma goleada por 6 x 2 aplicada no América, com a conquista o time sobralense disputa a final do Campeonato Cearense de Futebol. Na classificação geral o Bugre ficou em 3º lugar divulgando consideravelmente o nome do clube e da cidade de Sobral sendo os destaques da equipe: Dedeu, Jaldemir, Edmilson e Teco-teco. Outros memoráveis atletas também encantaram naquela época os apreciadores do futebol arte do Cacique do Vale, que com a conquista puderam agradar a exigente torcida sobralense.
A campanha contou com as seguintes partidas:
- 8 de março de 1970 - Guarany 2x2 Fortaleza
- 15 de março de 1970 - Guarany 3x1 Tiradentes
- 29 de março de 1970 - Ferroviário 1x1 Guarany
- 5 de abril de 1970 - Guarany 4x3 Quixadá
- 9 de abril de 1970 - Ceará 0x1 Guarany
- 26 de abril de 1970 - Guarany 4x4 Calouros do Ar
- 3 de maio de 1970 - Guarany 6x2 América

| Col. | Equipe         | PTs | J | V | E | D | GP | GC | SG  |
| 1º   | Guarany        | 11  | 7 | 4 | 3 | 0 | 21 | 13 | 8   |
| 2º   | Ceará          | 9   | 7 | 4 | 1 | 2 | 10 | 6  | 4   |
|      | Quixadá        | 9   | 7 | 3 | 3 | 1 | 9  | 7  | 2   |
|      | Ferroviário    | 9   | 7 | 3 | 3 | 1 | 12 | 4  | 8   |
| 5º   | Fortaleza      | 8   | 7 | 3 | 2 | 2 | 13 | 6  | 7   |
| 6º   | Calouros do Ar | 5   | 7 | 1 | 3 | 3 | 10 | 14 | -4  |
| 7º   | Tiradentes     | 3   | 7 | 1 | 1 | 5 | 6  | 17 | -11 |
| 8º   | América        | 2   | 7 | 1 | 0 | 6 | 4  | 18 | -14 |

### Participação nos Campeonatos Brasileiros da Série B de 1971 e 1972 - Taça de Prata
Após a brilhante campanha do Cacique do Vale no estadual de 1970, com a conquista do 1º turno do Campeonato e a 3ª colocação geral; o bugre sobralense ganhou o direito de disputar a recém criada Taça de Prata da CBF (Campeonato Brasileiro da Série B), no ano de 1971. A campanha do Guarany foi mediana e muito boa, para uma equipe que fazia sua estreia em competições a nível nacional. O rubro-negro da Princesinha do Norte, terminou sua participação na 1ª edição do Brasileirão da Série B em 14º lugar, conquistando 6 pontos em 8 jogos. Duas vitórias, dois empates, quatro derrotas, oito gols marcados e 12 sofridos. A competição contou com a participação de 23 equipes de vários estados do Brasil e o Guara-Sol foi o pioneiro, dentre os clubes do interior cearense a participar de uma competição nacional.
Em 1972 foi realizado o segundo Campeonato Brasileiro da Série B (Taça de Prata da CBF). De novo participaram 23 equipes. O interessante é que nessa competição só participaram equipes Nordestinas. Dentre elas, mais uma vez figurou o glorioso Guarany Sporting Clube. A campanha do Cacique foi quase a mesma do ano anterior. Terminou em 17º lugar, com 6 pontos ganhos em 10 jogos. Contabilizou 2 vitória, 2 empates e 6 derrotas. Marcou 8 gols e sofreu 15. No entanto, o Bugrão se destacou como o clube interiorano do estado do Ceará a alçar voos em competições nacionais.

### Acesso à Série B em 2002
Em 2002 alcançou mais um ponto alto de sua história futebolística ao conquistar o acesso para o Campeonato Brasileiro da Série B, em virtude do terceiro lugar conquistado na Série C em 2001, e do pedido de licenciamento do Malutron (atual J.Malucelli Futebol S/A), vice-campeão da Série C daquele mesmo ano, mas termina a competição na 24ª colocação de 26 equipes que disputaram a Série B e termina rebaixado.

### Década de 2010: Conquista da Série D em 2010 ao retorno à Série D em 2012
Em 2010, após bater o Vila Aurora, de Rondonópolis, o Guarany de Sobral conquistou o acesso ao Campeonato Brasileiro Série C, junto com o Madureira, o Joinville e o Araguaína. Na final, o Cacique do Vale derrotou o Madureira e foi campeão da Série D. Após esse título, o Guarany de Sobral jogou o Campeonato Cearense de 2011, concluindo na 5ª colocação e foi o 4º time que mais levou torcedores aos estádios no estadual. Já na Série C do mesmo ano, o Cacique do Vale ficou em 3º lugar em seu grupo, não conseguindo classificação para a segunda fase da competição.
Em 2012, o Guara-Sol surpreendeu de forma negativa sua torcida. Passou grande parte do Cearense dentro do Z3, com grandes chances de ser rebaixado para a segunda divisão do Cearense, mas termina na sétima colocação, na Série C de 2012 fica na última colocação do Grupo A e retorna a Série D em 2013.

### Campeão da Taça Padre Cícero (Campeão do Interior) e Vice-Campeão do Campeonato Estadual de 2013
Em 2013, o Bugre Sobralense começou sua campanha do estadual de forma pífia. Com uma sequência de péssimas exibições, o Cacique do Vale brigava para permanecer fora da zona de rebaixamento. Através de uma campanha maciça da torcida nas redes sociais e protestos no Juncão, se formou uma nova diretoria, o Bugrão conseguiu não apenas escapar do rebaixamento, como também se classificar para a segunda fase do Campeonato Cearense. Com muita competência, determinação e algumas contratações, o time conseguiu avançar (em quarto lugar) para as semifinais. Com uma vitória por 3 x 0 em Sobral e uma derrota por 4 x 1 em Juazeiro, o Bugre (portador da menor folha salarial entre os quatro semifinalistas) garantiu sua vaga na final, eliminando o Icasa. Na grande decisão, o Cacique deixou escapar o título com dois empates de 1 x 1 contra o Ceará, sendo o critério de desempate a melhor campanha da equipe alvinegra no estadual.

### Participação na Copa do Nordeste de 2014
O Guarany estreou na Copa do Nordeste de 2014 contra o Náutico e empatou em 1 x 1 em plena Arena Pernambuco e depois estreou em casa contra o atual campeão da Série D, o Botafogo-PB e venceu depois voltou a Recife para enfrentar o Sport e empatou em 0 x 0 e no jogo de volta venceu por 1 x 0, o Cacique do Vale terminou líder com 9 pontos e classificado para as quartas. Nas quartas de finais, ele enfrentou o Santa Cruz, de Pernambuco, o primeiro jogo, o Bugre Sobralense perdeu por 3 x 0, no Arruda, e no jogo de volta, perdeu de 1 x 0, no Junco, sendo eliminado nas quartas no placar agregado de 4 x 0.

### 4º colocado no Campeonato Cearense de 2014
Entrou no segundo turno do Campeonato Cearense de 2014, terminando em 4º colocado, perdendo nas semifinais para o Ceará, pelo placar agregado de 8 x 4. Porém, conseguiu a classificação para o Campeonato Brasileiro - Série D de 2014.

### Campeão da Copa Fares Lopes 2015
Com uma vitória histórica, de virada, pelo placar de 2x1, o Guarany Sporting Club (Guarasol) venceu seu rival-xará, o Guarani Esporte Clube (Guaraju), da cidade de Juazeiro do Norte e conquistou na tarde quente e ensolarada do dia 29 de novembro de 2015; em jogo único disputado no Estádio Plácido Aderaldo Castelo "Juncão", o inédito título estadual da Copa Fares Lopes.

### Participação na Copa do Brasil 2016
Com a conquista de seu primeiro título estadual, a Copa Fares Lopes em 2015, o Guarany de Sobral de quebra conquistou o direito de pela primeira vez participar da Copa do Brasil no ano de 2016, representado junto a Ceará Sporting Club e Fortaleza Esporte Clube, o estado do Ceará nesta importante competição futebolística nacional, a segunda em importância, ficando atrás somente do Campeonato Brasileiro de Futebol, o Brasileirão.
No Estádio do Junco, no dia 13 de abril, o Cacique do Vale recebeu o time do Coritiba (PR), mas foi derrotado pelo placar de 3 a 0, sendo eliminado logo na primeira fase da competição.

### Campeonato Brasileiro - Série D 2017
O clube cearense disputou a Série D do Campeonato Brasileiro em 2017 , por meio da desistência do Uniclinic. A Federação Cearense de Futebol, por meritocracia, indicou o Guarany de Sobral, 4º colocado no Campeonato Cearense de Futebol de 2016, que confirmou sua participação  no Campeonato Brasileiro de Futebol de 2017 - Série D. O Bugre fez uma excelente campanha, sendo eliminado nas oitavas de final pela equipe do Globo.

### Campeonato Brasileiro - Série D 2020
Pela 5ª vez em sua história, o Guarany disputará a 4ª Divisão do Brasileirão em busca do bicampeonato nacional. Esse ano a competição apresenta um novo formato, com 68 clubes, um fase preliminar com 8 equipes disputando 4 vagas. Os que passarem nesta fase inicial, se juntarão aos 60 já classificados. A 1ª fase contará com 64 clubes divididos em 8 grupos com 8 agremiações cada um. Assim sendo, o Cacique do Vale disputará 14 partidas na primeira fase, 7 de ida e 7 de volta. Seu grupo é o A3.

### Participação na Copa do Brasil 2021
O clube cearense garantiu sua participação na Copa do Brasil que ira acontecer em 2021, sendo campeão simbólico da primeira fase do Campeonato Cearense, empatando com o Floresta Esporte Clube em 1x1, e também graças a derrota do Barbalha Futebol Clube para o Ferroviário Atlético Clube (Ceará) por 1x0. Terminando assim com 15 pontos.

### Suspensão das Atividades
Após a disputa da segunda divisão cearense em 2023, o Guarany com grave crises financeiras anunciou que suspenderia as atividades por tempo indeterminado.

### Retorno em 2025
Depois de mais de dois anos sem disputar partidas oficiais, o Guarany de Sobral retomou suas atividades em janeiro de 2025. Na ocasião, foi eleita por aclamação uma nova diretoria.
Em maio de 2025, o Guarany de Sobral, com o apoio da Delrio, conseguiu quitar as pendências com a Federação Cearense de Futebol, se tornando apto para disputar competições oficiais, sendo sua primeira competição, o Campeonato Cearense de Futebol - Série C, já conquistando o acesso após empatar sem gols com o Esporte Limoeiro no Estádio Bandeirão. 

## Símbolos

### Ídolos
O Guarany teve como principal joia da base Prisce Alfinete, ídolo da base onde teve um sério problema no joelho. O ex jogador hoje é  um Policial Militar no Estado da Bahia. Teco-Teco (já falecido), ex-treinador do time e também destaque na Copa Gazetinha de 1991, lamentou muito a perda do seu principal jogador naquela competição, o volante, que chegava bem no ataque e se destacou com seus 9 gols marcados na competição nacional. Sua melhor campanha no Estado foi de Vice-Campeonato Cearense de 1971, já no nacional conquistou o heroico título nacional, tendo como principal destaque o Meia  José Maria Eufrásio e o goleiro Vantuir, um dos responsáveis pelo título Brasileiro da Série D. Vantuir era homenageado todos os jogos pela torcida e ainda hoje é lembrado pelos torcedores, mesmo não mais atuando pelo Cacique do Vale.

### Uniformes
As cores do uniforme do Guarany são o vermelho, e o preto, sendo o primeiro uniforme, é a camisa listrada horizontalmente em vermelho e preto, com short branco e meiões listrados em vermelho preto e branco. 
O 2º uniforme, é composto por uma camisa branca, com faixas horizontais em vermelho e faixas horizontais mais finas em preto e calções pretos. Atualmente a Ramlive, junto com a Nem Sports, fornecem os uniformes e todo material esportivo.

### Mascote
O mascote do Guarany de Sobral é o Cacique do Vale, que também é um dos apelidos do clube.

### Hino
O hino do Guarany Sporting Club tem letra e música de Luis Gonzaga Frota Carneiro.

### Torcida

#### Torcidas organizadas
O clube possui quatro torcidas uniformizadas, todas sediadas no Ceará. São elas: a Força Jovem Guarany, a Torcida Guara-Raça (fundada em 2 de julho de 1994), a Torcida Alcoolizada Guarachopp (fundada em 29 de Maio de 2007) e a Torcida Tribo do Cacique (fundada em 19 de dezembro de 2009).

## Estádio
O Guarany de Sobral manda seus jogos no Estádio Aderaldo Plácido Castelo, ou Estádio do Junco (ou ainda Juncão). Sua capacidade é de cerca de 10.000 espectadores (houve uma redução na capacidade depois da chegada dos assentos do antigo Castelão).

## Títulos
| Nacionais          | Nacionais                                    | Nacionais | Nacionais |
|                    | Competição                                   | Títulos   | Temporadas |
| ------------------ | -------------------------------------------- | --------- | --- |
|                    | Campeonato Brasileiro - Série D              | 1         | 2010 |
| Estaduais          |                                              |           | |
|                    | Competição                                   | Títulos   | Temporadas |
|                    | Copa Fares Lopes                             | 1         | 2015 |
|                    | Campeonato Cearense - Série B                | 4         | 1966, 1999, 2005 e 2008 |
|                    | Taça Padre Cícero (Campeonato do Interior)   | 3         | 2013, 2019 e 2020 |
| Turnos do estadual |                                              |           | |
|                    | Competição                                   | Títulos   | Temporadas |
|                    | 1º Turno do Campeonato Cearense              | 2         | 1970 e 2020 |
| Municipais         |                                              |           | |
|                    | Competição                                   | Títulos   | Temporadas |
| Sobral             | Campeonato Sobralense                        | 27        | 1940, 1941, 1942, 1943, 1944, 1945, 1947, 1948, 1950, 1951, 1952, 1953, 1955, 1957, 1960, 1964, 1965, 1966, 1973, 1974, 1975, 1976, 1977, 1979, 1980, 1981 e 1982 |
| Sobral             | Torneio da Reinauguração do Estádio do Junco | 1         | 1999 |

## Estatísticas
Participações
|  | Participações em 2026 |

| Competição | Competição          | Temporadas | Melhor campanha                | Estreia | Última | P | R |
| Ceará      | Campeonato Cearense | 49         | Vice-campeão (2013)            | 1967    | 2021   |   | 5 |
| Ceará      | Série B             | 10         | Campeão (4 vezes)              | 1966    | 2026   | 5 | – |
| Ceará      | Série C             | 1          | Vice-campeão (2025)            | 2025    | 2025   | 1 |   |
| Ceará      | Copa Fares Lopes    | 10         | Campeão (2015)                 | 2010    | 2022   |   |   |
|            | Copa do Nordeste    | 2          | Quartas-de-final (1994 e 2014) | 1994    | 2014   |   |   |
| Brasil     | Série B             | 6          | 9º colocado (1983)             | 1971    | 2002   | – | 1 |
| Brasil     | Série C             | 4          | 3º colocado (2001)             | 2001    | 2012   | 1 | 1 |
| Brasil     | Série D             | 6          | Campeão (2010)                 | 2010    | 2021   | 1 |   |
| Brasil     | Copa do Brasil      | 2          | 1ª fase (2016 e 2021)          | 2016    | 2021   |   |   |

## Participações em competições oficiais

### Competições nacionais
| Copa do Brasil |      |      |
| Ano            | 2016 | 2021 |
| Pos.           | 85º  | 89°  |

| Campeonato Brasileiro - Série A |      |
| Ano                             | 1986 |
| Pos.                            | 61º  |

| Campeonato Brasileiro - Série B |      |      |      |      |      |      |
| Ano                             | 1971 | 1972 | 1981 | 1983 | 1986 | 2002 |
| Pos.                            | 14º  | 17º  | 33º  | 9º   | 18º  | 24º  |

| Campeonato Brasileiro - Série C |      |      |      |      |      |      |      |      |      |      |      |      |
| Ano                             | 2001 | 2002 | 2003 | 2004 | 2005 | 2006 | 2007 | 2008 | 2009 | 2010 | 2011 | 2012 |
| Pos.                            | 3º   | —    | 25º  | —    | —    | —    | —    | —    | —    | —    | 12º  | 19º  |

| Campeonato Brasileiro - Série D |      |      |      |      |      |      |      |      |      |      |      |
| Ano                             | 2009 | 2010 | 2011 | 2012 | 2013 | 2014 | 2015 | 2016 | 2017 | 2020 | 2021 |
| Pos.                            | —    | 1º   | —    | —    | 17º  | 34º  | —    | —    | 13º  | 56°  | 8°   |

### Competições regionais
- Torneio Norte-Nordeste: 1 vez (1970)
- Copa do Nordeste de Futebol: 2 vezes (1994 e 2014)
- Campeonato Nacional Norte-Nordeste de 1971: 1 vez (1971)

### Competições estaduais
- Campeonato Cearense de Futebol: 49 vezes (1967, 1968, 1969, 1970, 1971, 1972, 1973, 1974, 1975, 1976, 1977, 1978, 1979, 1980, 1981, 1982, 1983, 1984, 1985, 1986, 1987, 1988, 1989, 1990, 1991, 1992, 1993, 1994, 1995, 1996, 1997, 1998, 2000, 2001, 2002, 2003, 2006, 2009, 2010, 2011, 2012, 2013, 2014, 2015, 2016, 2017, 2019, 2020 e 2021);
- Campeonato Cearense de Futebol - Série B: 10 vezes (1966, 1999, 2004, 2005, 2007, 2008, 2018, 2022, 2023 e 2026);
- Campeonato Cearense de Futebol - Série C: 1 vez (2025);
- Taça Padre Cícero: 6 vezes (2010, 2013, 2014, 2016, 2019 e 2020);
- Copa Fares Lopes: 9 vezes (2010, 2011, 2012, 2013, 2014, 2015, 2016, 2019 e 2022)
- Copa dos Campeões Cearenses 1 vez (2016)